# Gare de Can Partere
La gare de Can Partere est une ancienne gare ferroviaire française, de la ligne d'Arles-sur-Tech à Prats-de-Mollo, située dans le hameau de Can Partère, sur le territoire de la commune d'Arles-sur-Tech, dans le département des Pyrénées-Orientales, en région administrative Occitanie.
Elle est mise en service en 1913 par la Compagnie des chemins de fer des Pyrénées-Orientales (CFPO) et fermée au service des voyageurs en 1937 par la CFPO.

## Situation ferroviaire
Établie à 339 mètres d'altitude, la gare de Can Partere est située au point kilométrique (PK) 5.300 de la ligne d'Arles-sur-Tech à Prats-de-Mollo, entre les gares d'Arles-sur-Tech et du Pas-du-Loup.

## Histoire
La gare de Can Partere est mise en service le 1er août 1913 par la Compagnie des chemins de fer des Pyrénées-Orientales (CFPO), lorsqu'elle ouvre à l'exploitation la ligne d'Arles-sur-Tech à Prats-de-Mollo.
Cette gare est fermée le 1er juin 1937 lors de la fermeture de la ligne par CFPO.